# 金屬探測器

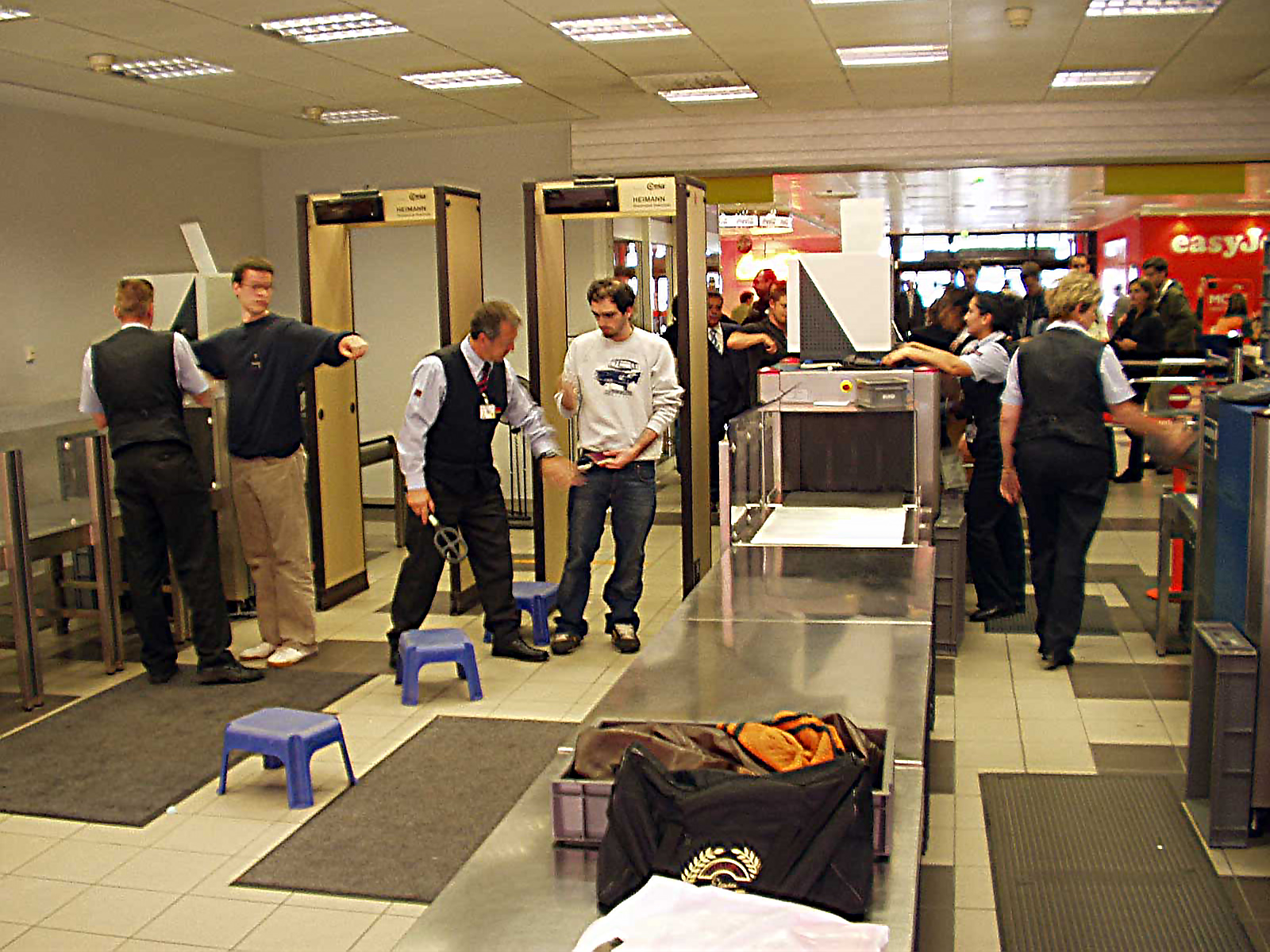
機場安檢區的金屬探測門及手持式金屬探測器

金屬探測器利用電磁感應的原理，利用有交流電通過的線圈，產生迅速變化的磁場。這個磁場能在金屬物體內部能感生渦電流。渦電流又會產生磁場，倒過來影響原來的磁場，引發探測器發出鳴聲。
金屬探測器不僅能探測軍火及金屬器械，還可以探測到硬幣、鎖匙及其他金屬物品。因此在機場等場所會用來檢查是否有妨害安全的金屬物品，如刀械等被夾藏進入。
金属探测器现今也应用于食品，塑料等多个行业，检测产品中的金属，为提高产品纯度，防止雜物被混入。

## 使用場合

### 加工业
金属探测器在加工业中，主要有两个作用，一个目的是防止金属污染物与原材料一起进入设备对设备造成损害，导致设备无法正常使用；另一个目的是为了检测出被金属污染的制品，提高产品品質，杜绝因为产品中金属杂质给使用者带来潜在的人身伤害或者直接的人身伤害。

### 考古學
金屬探測器在考古學上，也為考古學家用作尋找古物。一些歐洲國家如法國、瑞典等，使用金屬探測器是需要申請牌照，其主要目的並非為了防止夜盜，而是為了保護未被發掘的考古景點。

### 政府機關
各國的立法機關、中央政府辦公大樓、大使館、法院、監獄等場所，由於需要高度保安，出入口會設置金屬探測器查驗違禁品。

### 娛樂場所
部分地區的劇院、球場、音樂廳、電影院、賭場、夜店等娛樂行業場所，為安全起見，有時會安裝金屬探測器，或工作人員手持金屬探測器。

### 出入境口岸
世界各地的機場、港口、陸上邊界關卡，普遍設置金屬探測器、X光掃描儀和紅外線掃描儀，當作重要的出入境及安全把關措施。各個機場會設置金屬探測門，要求旅客通過金屬探測門以檢查是否夾帶刀具等違禁品。個別型號的安檢門設用隨機抽驗式警報，當旅客們攜帶非金屬物品通過安全檢查時，個別情況會嗚號，而要求乘客進行二次檢查，確保沒有攜帶非金屬危險品進入，當然警報器與有金屬發出警報的聲音有所不同。

## 功能上的提升
現下的金屬探測器除了基本的探測警報功能外, 一般都會提供許多各廠商精心研發的特殊功能，如：
- 地表平衡的功能：以利機器在各種地形正確比對是否發現金屬物而非干擾
- 選取功能：利用不同金屬物體對磁場反應差異特性來遴選或排除不同類別之金屬物件且警報提示。不同的金屬反射電磁波的相位延遲是不同的。導電性越強，反射波與入射波的相位差越大，反之亦然。因此，工程師可以通過比較反射波與入射波的相位差來判斷金屬的種類。也可以使用辨識功能來避免或選擇對某些金屬的報警。
- 深度的標示：可以告知所探測到的金屬物體被埋藏的可能深度
- 面積的標示：可以顯示探測到的金屬物體大小，提供操作人員研判是否符合開挖的需求
- 語音的提示：可以立刻以語音提醒操作人員，比如燈光的照明-提供燈光以利於夜間運作
- 防水、防塵功能:可以在多數天候狀況與地區下使用，比如在淺水區或浮沉潛水時使用